# Kasane (манґа)
Kasane (яп. 累－かさね－, Касане) — японська сейнен манґа, створена Дарумою Мацуурою. Публікувалася у сейнен манґа-журналі Evening видавництва Kodansha з квітня 2013 по серпень 2018 року, а потім була зібрана у чотирнадцять томів танкобон. У 2014 авторка опублікувала приквел ранобе «Ізана», а у вересні 2018 року вийшов фільм-адаптація за мотивами манґи.

## Сюжет
Касане — дочка відомої актриси Фучі Сукейо, що славилася неймовірним акторським талантом та приголомшливою красою. Від неї Касане успадкувала талант та пристрасть до акторства, але далеко не зовнішність. Батько залишив дівчинку ще при народженні, а після смерті матері у Касане не залишилось жодної близької людини. Її життя — це самотність та низка нескінченних знущань через потворно-деформоване обличчя. Але все змінюється у школі, в той день, коли вона згадує, що мама сказала про чарівну помаду, яку вона їй залишила. Якщо поцілувати когось у губи з цією помадою, то можна поцупити чуже обличчя майже на півдня. Першою, на кому Касане випробовує помаду, то Ічіка — популярна однокласниця, що жорстоко знущається над нею. Зайняв місце Ічіки під час шкільної вистави, Касане вперше реалізує свій акторський дар, зачарував публіку. Але радість від гри на сцені триває недовго: жертва, у якої вона поцупила обличчя, випадково гине під час їхньої бійки. Кілька років потому з Касане, тепер уже молодою жінкою, зв'язується підозрілий продюсер на ім'я Хабута Кінго. Чоловік знає про силу її помади та хоче, щоб вона допомогла Танзаві Ніні, красивій, але неуспішній молодій актрисі. Угода проста: Касане використає помаду та талант, щоб прославити «Ніну», а взаміну отримує змогу грати на сцені. Все ще травмована своїм першим досвідом використання, вона неохоче погоджується. Але Касане дуже швидко звикає до цього нового яскравого життя, де всі нею захоплюються та люблять. Як далеко вона готова зайти, щоб продовжити маскарад?

## Персонажі
- Касане Фучі (яп. 淵累, Fuchi Kasane) — вкрай потворна дівчина, яку у дитинстві постійно дражнили. Незважаючи на свою зовнішність, Касане володіє дивовижним акторською майстерністю, так саме як колись її покійна мати. Від матері дівчині дісталося не лише захоплення грою, але й тюбик чарівної помади, що дозволяє Касане вкрасти обличчя людини, котру поцілує. Під чужою зовнішністю Касане нарешті може реалізувати свої амбіції та талант.
- Ніна Танзава (яп. 丹沢 ニナ, Tanzawa Nina) — молода красуня, яка мріє стати видатною актрисою. На жаль, їй не лише бракує таланту, але немає навіть часу щоб його розвити, бо дівчина страждає синдромом Клейне-Левіна: іноді вона впадає в глибокий сон і може не прокидатися кілька тижнів чи місяців. Ніна погоджується віддати своє обличчя Касане на час коли буде спати. Однак згодом впадає в депресію від усвідомлення того, що вона повністю втратила свою особистість в очах оточуючих: дівчина не може ні грати на сцені, як Касане, ні з'являтися на людях. Ніна намагається покінчити життя самогубством, але лише потрапляє в кому. Їх менеджер умовляє Касане зберігати непритомне тіло у себе вдома, щоб і надалі користатися ім'ям та зовнішністю Ніни.
- Кінго Хабута (яп. 羽生田 釿互, Habuta Kingo) — давній друг та менеджер Сукейо. За передсмертним проханням Сукейо, він розшукав її зниклу дочку, Касане, щоб допомогти їй у житті. Він сподівається зробити Касане актрисою, такою ж відомою, як Сукейо. А може, навіть, ще кращою. Один із небагатьох, хто знає всю правду про зміну зовнішності за допомогою помади.
- Сукейо Фучі (яп. 淵 透世, Fuchi Sukeyo) — мати Касане, що була неперевершеною красунею, відомою акторкою театру та кіно. Залишила Касане тюбик губної помади з дивними властивостями, що дозволяють красти обличчя іншої людини через поцілунок.
- Ічіка Нішізава (яп. 西沢 イチカ, Nishizawa Ichika) — однокласниця Касане у початковій школі, що була однією з найпопулярніших дівчаток у їхньому класі та очолювала травлю Касане.
- Іку Ігарасі (яп. 五十嵐 幾, Igarashi Iku) — була семпаєм Касане у старшій школі, а також головою акторського клубу. Добра і чуйна дівчина, яка запропонувала Касане дружбу. Вона розповіла, що в дитинстві теж зазнавала нападок з боку ровесників. Але Касане, дізнавшись, що насправді над Іку знущалися через її красу, вирішила, що сама Іку теж насміхалася над нею та зненавиділа дівчину. Це друга людина, з якою Касане здійснила обмін обличчями.
- Мінейо Фучі (яп. 淵 峰世, Fuchi Mineyo) — тітка Касане, що нехтує своїми опікунськими обов'язками. Мінейо соромиться зовнішності та поведінки племінниці, тому відправила Касане жити самостійно. З грошей, що залишилися після смерті Сукейо, Мінійо регулярно дає Касане невелику суму, що ледве хватає на життя, а решту ж кладе собі у кишеню.

## Медіа

### Манґа

#### Список томів
| - 01. «Kasane» (яп. かさね) - 02. «Cinderella» (яп. シンデレラ, Shinderera) - 03. «Iku Igarashi» (яп. 五十嵐 幾, Igarashi Iku) - 04. «The Same Starry Sky» (яп. 同じ星空, Onaji Hoshizora) | - 05. «Different Creatures» (яп. 違う生きもの, Chigau Ikimono) - 06. «Where the Stars Fall» (яп. 星の降る場所, Hoshi no Furu Basho) - 07. «Visitor» (яп. 来訪者, Raihōsha) - 08. «Invitation» (яп. いざない, Izanai) |

| - 09. «Neena Tanzawa» (яп. 丹沢ニナ, Tanzawa Nina) - 10. «The Seagull» (яп. かもめ, Kamome) - 11. «Sleeping Beauty» (яп. 眠り姫, Nemuri Hime) - 12. «Reita Ugou» (яп. 烏合零太, Ugō Reita) - 13. «Encroaching» (яп. 侵蝕, Shinshoku) | - 14. «Kiss» (яп. キス, Kisu) - 15. «Incurring Her Wrath» (яп. 逆鱗, Gekirin) - 16. «What Can Be Seen Is Everything» (яп. 見えるものがすべて, Mieru Mono ga Subete) - 17. «The Two Ninas» (яп. 二人のニーナ, Futari no Nīna) |

| - 18. «Reduced Circumstances» (яп. 落魄, Rakuhaku) - 19. «The Life Out of Her» (яп. 息の根, Iki no Ne) - 20. «Ulterior Motives» (яп. 思惑, Omowaku) - 21. «Repentance» (яп. 懺悔, Zange) - 22. «Castle of Thorns» (яп. 茨の城, Ibara no Shiro) | - 23. «Things to be Preserved, Things to be Destroyed» (яп. 守るべきもの 壊すべきもの, Mamorubeki Mono Kowasubeki Mono) - 24. «Cold-blooded» (яп. 冷血, Reiketsu) - 25. «Red Thread» (яп. あかい糸, Akai Ito) - 26. «Light that Stands Apart» (яп. 孤高の光, Kokō no Hikari) |

| - 27. «Salomé» (яп. サロメ, Sarome) - 28. «Flash» (яп. 閃光, Senkō) - 29. «Nogiku» (яп. 野菊) - 30. «Child of Karma» (яп. 因果の子, Inga no Ko) - 31. «Want» (яп. 求める, Motomeru) | - 32. «In the Darkness Between» (яп. 狭間の闇で, Hazama no Yami de) - 33. «Though Blood's Color is Unseen» (яп. 血の色の見えずとも, Chi no Iro no Miezu tomo) - 34. «Glass Thread» (яп. 硝子の糸, Garasu no Ito) - 35. «At the Water's Edge» (яп. 波打ち際で, Namiuchigiwa de) |

| - 36. «Traces» (яп. 残痕, Zankon) - 37. «Won't See / Must Not See» (яп. 見ようとしない／見てはいけない, Miyō to Shinai / Mite wa Ikenai) - 38. «Outstretched Hand» (яп. 差しのべられた手, Sashi Noberareta Te) - 39. «Filthy Palms» (яп. よごれた手のひら, Yogoreta Tenohira) - 40. «Liar» (яп. 嘘吐き, Usotsuki) | - 41. «Yuuto Amagasaki» (яп. 天ヶ崎祐賭, Amagasaki Yūto) - 42. «Hellfire» (яп. 業火, Gōka) - 43. «Retracing the Past» (яп. 遡る, Sakanoboru) - 44. «Cracks» (яп. 亀裂, Kiretsu) |

| - 45. «Door» (яп. 扉, Tobira) - 46. «The Glass Menagerie» (яп. ガラスの動物園, Garasu no Dōbutsuen) - 47. «Shattering Sounds» (яп. 砕け散る音, Kudake Chiru Oto) - 48. «Touch» (яп. 触れる, Fureru) - 49. «White Memory» (яп. 白い記憶, Shiroi Kioku) | - 50. «Loss» (яп. 消失, Shōshitsu) - 51. «Soliloquy» (яп. 独白, Dokuhaku) - 52. «Curtain Fall» (яп. 幕切れ, Makugire) - 53. «Rock-Bottom» (яп. どん底, Donzoko) |

| - 54. «Bug Zapper» (яп. 誘蛾灯, Yūgatō) - 55. «Gnawing At Each Other» (яп. 喰い合い, Kuiai) - 56. «Kasaneru» (яп. 累ねる) - 57. «Fire and a Seal» (яп. 火と刻印, Hi to Kokuin) - 58. «Rainbow» (яп. 虹, Niji) | - 59. «Bloom» (яп. 咲く, Saku) - 60. «The Woman Named Saki» (яп. 咲朱という女, Saki Toiu Onna) - 61. «Burnt Skin» (яп. 焼けた肌, Yaketa Hada) - 62. «Hues» (яп. 色彩, Shikisai) |

| - 63. «Prophecy» (яп. 予言, Yogen) - 64. «Ghosts» (яп. 亡霊, Bōrei) - 65. «Your Patient» (яп. 患者, Kanja) - 66. «The Color of Blood» (яп. 血色, Kesshoku) - 67. «Transience» (яп. 束間, Tsuka no Ma) | - 68. «Sleep» (яп. 睡眠, Suimin) - 69. «Torch» (яп. 灯火, Tomoshibi) - 70. «Sword» (яп. 短剣, Tanken) - 71. «Poison Fangs» (яп. 毒牙, Dokuga) |

| - 72. «End» (яп. 終焉, Shūen) - 73. «Awakening» (яп. 覚醒, Kakusei) - 74. «Immortal» (яп. 不滅, Fumetsu) - 75. «From the Nighttime Rain (1)» (яп. 夜の雨の中より1, Yoru no Ame no Naka yori Wan) - 76. «From the Nighttime Rain (2)» (яп. 夜の雨の中より2, Yoru no Ame no Naka yori Tsū) | - 77. «From the Nighttime Rain (3)» (яп. 夜の雨の中より3, Yoru no Ame no Naka yori Surī) - 78. «From the Nighttime Rain (4)» (яп. 夜の雨の中より4, Yoru no Ame no Naka yori Fō) - 79. «From the Nighttime Rain (5)» (яп. 夜の雨の中より5, Yoru no Ame no Naka yori Faibu) - 80. «From the Nighttime Rain (6)» (яп. 夜の雨の中より6, Yoru no Ame no Naka yori Shikkusu) |

| - 81. «From the Nighttime Rain (7)» (яп. 夜の雨の中より7, Yoru no Ame no Naka yori Sebun) - 82. «From the Nighttime Rain (8)» (яп. 夜の雨の中より8, Yoru no Ame no Naka yori Eito) - 83. «From the Nighttime Rain (9)» (яп. 夜の雨の中より9, Yoru no Ame no Naka yori Nain) - 84. «Unending Epilogue» (яп. 終わらない終章, Owaranai Shūshō) - 85. «Shared Isolation» (яп. 二人の孤高, Futari no Kokō) | - 86. «Circle, and Come Forth» (яп. 巡り、現れる, Meguri, Arawareru) - 87. «Planetarium» (яп. プラネタリウム, Puranetariumu) - 88. «Seven Sisters» (яп. すばる, Subaru) - 89. «A Familiar Face» (яп. 知っている俤, Shitteiru Omokage) |

| - 90. «The Furthest Ends» (яп. 最果て, Saihate) - 91. «Stardrop» (яп. 星・ひとしずく, Hoshi · Hito Shizuku) - 92. «Actress» (яп. 女優, Joyū) - 93. «To Surmise» (яп. はかる, Hakaru) - 94. «Absent Face» (яп. 不在の顔, Fuzai no Kao) | - 95. «Woman Without a Face» (яп. 顔のない女, Kao no Nai Onna) - 96. «Bare-Footprints» (яп. はだしの足跡, Hadashi no Ashiato) - 97. «Remaining in the Palm» (яп. てのひらに残る, Tenohira ni Nokoru) - 98. «Seen in a Backward Glance» (яп. 肩ごしの景色, Katagoshi no Keshiki) |

| - 99. «Rising from the Depths of the Heart» (яп. むな底に顕つ, Muna Soko ni Tatsu) - 100. «On the Surface» (яп. 表層のうえで, Hyōsō no Ue de) - 101. «Pointing Finger» (яп. さししめす指, Sashishimesu Yubi) - 102. «Blood Crystal» (яп. 血の結晶, Chi no Kesshō) - 103. «Estranged Body» (яп. 遠ざかる肉体, Tōzakaru Nikutai) | - 104. «The Same Creature» (яп. 同じ生きもの, Onaji Ikimono) - 105. «Daybreak» (яп. 早暁, Sōgyō) - 106. «Director» (яп. 演出家, Enshutsuka) - 107. «Things Unseen» (яп. 見えないもの, Mienai Mono) |

| - 108. «Shadows Seen» (яп. 見えるは影, Mieru wa Kage) - 109. «Witnessing the Shadow» (яп. 姿に望みし, Kage ni Nozomi shi) - 110. «Facing the Devil» (яп. のぞむべき鬼, Nozomu-beki Oni) - 111. «Ruin of a Woman» (яп. 鬼女のはて, Kijo no Hate) - 112. «Fruit (1)» (яп. 果実①, Kajitsu Wan) | - 113. «Fruit (2)» (яп. 果実②, Kajitsu Tsū) - 114. «Fruit (3)» (яп. 果実③, Kajitsu Surī) - 115. «Fruit (4)» (яп. 果実④, Kajitsu Fō) - 116. «Close» (яп. 仕舞, Shimai) |

| - 117. «Born from the Abyss» (яп. 奈落より生まれ, Naraku yori Umare) - 118. «Flickering in the Darkness» (яп. 闇に明滅し, Yami ni Meimetsu) - 119. «Even After Curtain Rise» (яп. 幕を出でて尚, Maku o Idete Nao) - 120. «Struggle» (яп. もがく, Mogaku) - 121. «Then, On the Empty Stage» (яп. そして空舞台で, Soshite Kara Butai de) | - 122. «With an Empty Body» (яп. 空の身体のまま, Kara no Karada no Mama) - 123. «Hideously, Just Hideously» (яп. 醜く只醜く, Miniku Tada Miniku) - 124. «Until Curtain Close» (яп. 幕引く最期まで, Maku Hiku Toki made) - 125. «Dance, Fragments» (яп. おどる、欠片たち, Odoru, Kakera-tachi) - Final Chapter. «Curtain Call» (яп. カーテンコール, Kāten Kōru) |

### Книга
«Ізана» (яп. 誘 —いざな—, Izana) — побічна історія у формі ранобе від авторки манґи, опублікована видавництвом «Seikaisha» (яп. 星海社) 16 грудня 2014 року. Є дебютною роботою Даруми Мацуури як романістки. Сюжет ранобе є приквелом, що детально переповідає історію мати Касане, коли та ще звалась Ізана та жила у селі Акейва. ISBN 978-4-06-139910-5

### Ігровий фільм
Випуск фільм-адаптації був анонсовано 23 червня 2017 року у авторських примітках 11-го тому манґи. Режисером цього фільму виступив Юічі Сато, а сценарій написав Цутому Куроїва. Світова прем'єра під міжнародною назвою «Kasane -Beauty and Fate-» відбулася 11 липня 2018 року під час 18-го Міжнародного фестивалю фантастичного кіно в Невшателі. Музичною темою фільму став сингл «Black Bird» японської поп-виконавиці Aimer. У Японії фільм вийшов у прокат 7 вересня 2018 року.